# The American Adventure
The American Adventure (traducible al español como La aventura estadounidense) es el pabellón anfitrión del World Showcase en Epcot en Walt Disney World Resort en Florida. 
Su ubicación es entre los pabellones de Italia y Japón.

## Disposición
El pabellón es un solo edificio grande diseñado en estilo colonial. Frente al pabellón se encuentra el America Gardens Theatre, un anfiteatro al aire libre. El pabellón incluye un establecimiento de comida llamado Regal Eagle Smokehouse, un local enfocado en la barbacoa.
En el edificio principal, el vestíbulo es una habitación cuadrada que tiene un área de forma ovalada en el medio con un techo en forma de cúpula. Las paredes contienen citas de estadounidenses famosos, que incluyen a Walt Disney y Charles Lindbergh, y pinturas de la vida estadounidense a lo largo de la historia que representan de qué se trata Estados Unidos. La exhibición del Salón de las Banderas es una exhibición de las diferentes banderas a lo largo de la historia estadounidense que se ven al subir al teatro. En el vestíbulo de arriba hay dos cuadros más de la vida americana. En el teatro, hay 12 estatuas, seis a cada lado del teatro, que son espíritus de los valores estadounidenses personificados.
Lista de pinturas
| Título                                                          | Descripción |
| --------------------------------------------------------------- | --- |
| A Lesson for the Future (Una lección para el futuro)            | Una maestra da una lección a sus alumnos al aire libre, mientras que los hombres en el fondo construyen una escuela |
| Building a Future Together (Construyendo un futuro juntos)      | Trabajadores de la construcción construyendo un rascacielos                                                         |
| Compassion Knows No Boundary (La compasión no conoce fronteras) | Un médico y una enfermera que tratan a personas enfermas en otro país                                               |
| Defending Freedom (Defendiendo la libertad)                     | Una fábrica de aviones para los campos de batalla de la Segunda Guerra Mundial                                      |
| Election Day (Día de elecciones)                                | La gente del pueblo reunida para escuchar los resultados de las elecciones                                          |
| Giving Thanks (Dando gracias)                                   | Familia rezando en la mesa de la cena de Acción de Gracias                                                          |
| Promise of America (Promesa de Estados Unidos)                  | Inmigrantes viniendo a Estados Unidos ven la Estatua de la Libertad                                                 |
| Reaching for the Stars (Alcanzando las estrellas)               | Una representación de las cosas que suceden en el programa espacial de la NASA                                      |
| Seeds of Hope (Semillas de esperanza)                           | Nativo americano enseñando a los peregrinos de Plymouth cómo plantar maíz                                           |
| Staying the Course (Manteniendo el rumbo)                       | Dos veleros navegando en el mar                                                                                     |
| Westward Ho (Rumbo al oeste)                                    | Varios vagones cruzando un río, posiblemente el Mississippi                                                         |

Lista de estatuas
| Espíritu de     | Personificación                                                 |
| --------------- | --------------------------------------------------------------- |
| Aventura        | Marinero                                                        |
| Compasión       | Doctora                                                         |
| Descubrimiento  | Hombre de montaña del Viejo Oeste                               |
| Libertad        | Peregrino de Plymouth                                           |
| Patrimonio      | Mujer nativa americana, posiblemente Sacagawea                  |
| Independencia   | Soldado revolucionario de la Guerra de Independencia            |
| Individualismo  | Vaquero                                                         |
| Innovación      | Científico afroamericano, posiblemente George Washington Carver |
| Conocimiento    | Profesor de escuela                                             |
| Actitud pionera | Piloto de aviación temprano, posiblemente Charles Lindbergh     |
| Autoconfianza   | Agricultor                                                      |
| Mañana          | Madre e hijo                                                    |

The American Adventure es también el nombre del espectáculo principal presentado en el pabellón. El show lleva a los visitantes a un viaje a través de la historia de Estados Unidos, narrado por figuras Audio-Animatrónicas de Benjamin Franklin y Mark Twain. El espectáculo se presenta en un auditorio similar a un teatro, con escenarios y personajes que se elevan desde el piso del escenario para representar escenas de diferentes períodos históricos. Los personajes brindan información sobre la vida estadounidense del pasado a través de conversaciones en las que discuten los eventos actuales de su tiempo. Los períodos incluyen la Guerra de Independencia de los Estados Unidos, la Guerra Civil, la Exposición Internacional del Centenario de 1876 (que representa la industrialización de Estados Unidos) y la Gran Depresión. La presentación culmina con un montaje de película musical que representa momentos y personajes famosos de la historia estadounidense desde la posguerra de la Segunda Guerra Mundial hasta el presente.
The Voices of Liberty es un grupo a cappella de 8 miembros que presenta presentaciones corales patrióticas en la rotonda del pabellón durante todo el día, a menudo como un espectáculo previo a la próxima presentación programada de la presentación principal. El grupo también se presenta en eventos durante todo el año.